# Hans-Walter Keweloh
Hans-Walter Keweloh (* 1947 in Gummersbach) ist ein deutscher Historiker. Er war Direktor des Deutschen Schifffahrtsmuseums (DSM) in Bremerhaven.

## Leben
Hans-Walter Keweloh studierte ab 1966 an der Universität Bonn. 1979 wurde er wissenschaftlicher Mitarbeiter am Deutschen Schifffahrtsmuseum (DSM) und arbeitete in einem Projekt zu vorindustriellen Wasserfahrzeugen am Rhein. Ab 1982 war er für die Abteilung Schifffahrt im Mittelalter am DSM tätig. Von 2000 bis 2005 war er Direktor des Museums. 2012 endete sein berufliches Wirken beim DSM.
Kewelohs wissenschaftliches Interesse galt der Binnenschifffahrt, dem Bootsbau und der Flößerei, vor allem auf dem Rhein und seinen Nebenflüssen. Zur Flößerei gab er 1988 ein Standardwerk heraus. 2014 nahm die Deutsche UNESCO-Kommission die Flößerei in die Liste des immateriellen Kulturerbes auf. Dieser Erfolg ging maßgeblich auf die Arbeiten Kewelohs zurück.
Keweloh war 25 Jahre Vorsitzender der Deutschen Flößerei-Vereinigung und von 2011 bis 2016 Ausschussmitglied im Stiftungsrat der Museumsstiftung Lüneburg.

## Ehrungen
Keweloh wurde mit dem Bundesverdienstkreuz am Bande ausgezeichnet, stellvertretend für den Bundespräsidenten überreicht im Juli 2021 vom Präsidenten des Bremer Senats Andreas Bovenschulte.

## Schriften

### Als Verfasser
- Traditionelle Boote in Deutschland. In: Deutsches Schiffahrtsarchiv. Wissenschaftliches Jahrbuch des Deutschen Schiffahrtsmuseums.
  - Teil 1: Die Ruhrfähre von Oefte. In: Jg. 16 (1993), S. 211–228.
  - Teil 2: Die mittelrheinische Lotsenschaluppe. In: Jg. 17 (1994), S. 273–290.
  - Teil 4: Der Fischerschelch am Mittelmain. In: Jg. 18 (1995), S. 295–308.
  - Teil 5: Der Fischerschelch am Obermain. In: Jg. 19 (1996), S. 349–366.
  - Teil 6: Der Fischerschelch am Obermain. In: Jg. 20 (1997), S. 487–502.
  - Teil 7: Weidling und Weidlingbauer am Hochrhein. In: Jg. 30 (2007), S. 99–124.
- Jan Bohls und die Erforschung traditioneller Boote in Deutschland – ein Beispiel zur Heimatforschung und deren Anteil an Forschungsvorhaben in Deutschland zu Beginn des 20. Jahrhunderts. In: Oldenburgische Landschaft (Hrsg.): Blickwechsel. Festschrift für Ewald Gäßler. Isensee Verlag, Oldenburg 2010, ISBN 3-89995-705-9.
- Die Bremer Hansekogge von 1380 im Deutschen Schiffahrtsmuseum – Ein Jahrhundertfunde – vor 50 Jahren wurde in der Weser in Bremen die Hansekogge entdeckt. In: Niederdeutsches Heimatblatt. Mitteilungsblatt der Männer vom Morgenstern, Heimatbund an Elb- und Wesermündung, Nr. 754, Oktober 2012, S. 1–2.
- Fachwörterbuch der Flößerei, 2., veränderte und erweiterte Auflage. Deutsches Schiffahrtsmuseum, Bremerhaven 2015 (online).
- Mit „Plünnenkreuzern“ unterwegs. Faltbootsport auf Flüssen und Bächen im Weserraum. In: Niederdeutsches Heimatblatt. Mitteilungsblatt der Männer vom Morgenstern, Heimatbund an Elb- und Wesermündung, Nr. 806, Februar 2017, S. 3–4.
- Ankerpunkt für die Identität der Stadt. Auszeichnung für Museum „Windstärke 10“. In: Niederdeutsches Heimatblatt. Mitteilungsblatt der Männer vom Morgenstern, Heimatbund an Elb- und Wesermündung, Nr. 817, Januar 2018, S. 4.

### Als Herausgeber
- Flößerei in Deutschland. Theiss, Stuttgart 1985, ISBN 3-8062-0426-8.
- Auf den Spuren der Flößer. Wirtschafts- und Sozialgeschichte eines Gewerbes. Theiss, Stuttgart 1988, ISBN 3-8062-0561-2.